# Камене столице средњовјековне Босне
Камене столице су симбол власти и угледа феудалног друштвеног сталежа. Столице се често срећу у утврђеним градовима средњовјековне државе Босне, али их се такође срећу и на отвореном.
Сматра се да су настале крајем 14. вијека, израђивали су их домаћи мајстори. Према народном предању, камене столице се називају судачке или судијске столице. На њима је сједила локална властела обављајући јавна суђења. Мјеста на којима су вршена јавна суђења у средњем вијеку називана су и столом, а добар дио тих мјеста имали су и судијске столице, па је појам стола обухватао не само мјесто јавних судова него и камену столицу. Јавне судије били су феудалци различитих титула, као што су кнез, жупан, војвода, краљ, па се тако срећу и називи за сто, краљев, банов, жупански, племенски, господски, војводин. Већина камених столица припадале су највишим властелинским породицама, као што су Косаче и Павловићи. Такође су кориштене и на зборовима и састанцима.
Камене столице се дјеле на покретне и непокретне. На територији средњовјековне Босне пронађено је на десетине камених столица. Столице могу бити украшене мотивима симболичког и декоративног карактера, а на некима су уклесани ћирилични натписи.
+ АСЕ СТО ВОЈЕВОДЕ СТИПАНА МИЛОРАДОВИЋА А ПОНОВИ ГА ВОЈЕВОДА ПЕТАР' СИН' МУ. - натпис са столице Милорадовића 

## Локалитети камених столица
- Вратар (у широј околини Рогатице)
- Хртар (утврда код Вишеграда)
- Вишеград
- Самобор (код Горажда)
- Ковин (у Полимљу код Пријепоља)
- Сокол (на ушћу Пиве и Таре)
- Тођевац (код ријеке Хрчавке)
- Кулина (уз ријеку Бистрицу, лијеву притоку Дрине)
- Дурош (код ријеке Бистрице, лијеве притоке Дрине)
- Јелеч (код Фоче), Тођевац (код Фоче)
- Доња Буковица (код Коњица)
- Клек (код Прозора)
- Фојница (код Гацка)
- Зови до (код Невесиња)
- Јасеник (код Гацка)
- Брајчин лаз (код Гацка)
- Косор (код Благаја)
- Ошанићи (код Стоца)
- Кључ (код Гацка)
- Горњи Турани (код Требиња)
- Граб (код Љубушког)[4]